# Campeonato Mundial de Piragüismo de Estilo Libre de 2019
El VII Campeonato Mundial de Piragüismo de Estilo Libre se celebró en el Sort (España) en 2019 bajo la organización de la Federación Internacional de Piragüismo (ICF)

## Resultados

### Masculino
| Evento | Oro                         | Plata                       | Bronce                             |
| ------ | --------------------------- | --------------------------- | ---------------------------------- |
| C1     | Tom Dolle Francia           | Dane Jackson Estados Unidos | Jordan Poffenberger Estados Unidos |
| K1     | Dane Jackson Estados Unidos | Joaquím Fontané · España    | Sébastien Devred Francia           |

### Femenino
| Evento | Oro                 | Plata                    | Bronce               |
| ------ | ------------------- | ------------------------ | -------------------- |
| K1     | Hitomi Takatu Japón | Marlène Devillez Francia | Zofia Tuła · Polonia |

## Medallero
| Núm. | País           | Oro | Plata | Bronce | Total |
| ---- | -------------- | --- | ----- | ------ | ----- |
| 1    | Estados Unidos | 1   | 1     | 1      | 3     |
| 1    | Francia        | 1   | 1     | 1      | 3     |
| 3    | Japón          | 1   | 0     | 0      | 1     |
| 4    | España         | 0   | 1     | 0      | 1     |
| 5    | Polonia        | 0   | 0     | 1      | 1     |
|      | TOTAL          | 3   | 3     | 3      | 9     |